# Jarmila Haasová-Nečasová
Jarmila Haasová-Nečasová (11. února 1896 Praha – 30. srpna 1990 Dobříš) byla česká novinářka, redaktorka komunistického tisku, překladatelka z němčiny a editorka spisů Egona Erwina Kische.

## Životopis
Narodila se v pražské měšťanské rodině. Jejími příbuznými byli bakteriolog Adolf Ambrož (1883–1961) a z matčiny strany malíř Antonín Slavíček (1870–1910). V roce 1915 maturovala na dívčím gymnáziu Minerva a do roku 1917 absolvovala pět semestrů české lékařské fakulty v Praze. V roce 1917 se provdala za česko-židovského medika, literáta z okruhu Maxe Broda, Josefa Reinera (1897–1920). Na konci 1. světové války se pod jeho vlivem přiklonila k anarchokomunismu. V časopise S. K. Neumanna Červen společně debutovali a z jeho podnětu přeložili z německé verze spis V. I. Lenina Stát a revoluce, který knižně vyšel až v roce 1920. Reiner v roce 1920 spáchal sebevraždu, když se otrávil arsenem. Na Jarmilu žárlil, údajně kvůli jejímu vztahu s pražským německo-židovským spisovatelem Willym Haasem, což Jarmila tehdy ještě popírala. Po smrti manžela se zhroutila a rok chodila plakat na jeho hrob. Poté odjela do Berlína a později se provdala za Willyho Haase (1891–1973), manželství však dlouho nevydrželo. V Berlíně se v kavárně seznámila s Egonem Erwinem Kischem a na nějaký čas se stala jeho sekretářkou. Do Kische se zamilovala, navázali spolu milenecký vztah i celoživotní přátelství. Přítelkyní a oddanou spolupracovnicí zůstala i poté, co se Kisch oženil s Giselou Lynerovou. Jarmila se v roce 1928 provdala za vzdělaného komunistického novináře Vincence Nečase (1903–1972). Obě dvojice se přátelily až do Kischovy smrti v roce 1948. Po nástupu Hitlera k moci Jarmila odjela do Paříže, odkud přispívala do českého komunistického i německého exilového tisku. V roce 1936 se vrátila do Prahy, kde v letech 1936–1938 vedla kulturní rubriku časopisu Rozsévačka. V roce 1937 pracovala jako redaktorka týdeníku Tvorba. V ČSR s manželem zajišťovala pomoc německým emigrantům a zastupovala Kischovy zájmy. V letech 1945–1947 působila v redakci týdeníku Československá žena, poté v letech 1947–1948 vedla ženskou rubriku v Rudém právu. V letech 1949–1952 byla přednostkou publikačního odboru ministerstva informací. Poté se v letech 1952–1954 stala šéfredaktorkou dočasně obnovené Rozsévačky. Od roku 1954 do roku 1959 byla vedoucí kulturní rubriky týdeníku Květy.
Zemřela 30. srpna 1990 v domově seniorů v Dobříši.

## Dílo
Vedle bohaté publicistické činnosti, zahrnující hlavně referáty o kulturním dění domácím i zahraničním, v letech 1928–1953 přeložila a redigovala téměř celé literární dílo Egona Erwina Kische (prvotinou byl časopisecký překlad části Kischova deníku Přechod přes Drinu a knižně nevydaná komedie Král zlodějů), které uspořádala do chronologicky i tematicky ucelené řady Sebraných spisů. Její překlady vynikaly detailní znalostí popisované látky, jazykovou vynalézavostí a stylistickou dokonalostí, kterou si cenil samotný Kisch. Jarmila byla autorkou jeho označení „zuřivý reportér“. Jeho díla doplňovala doslovy či předmluvami. Uspořádala několik výborů z Kischova díla a přispívala do českých a německých publikací o něm. Sestavovala literární pásma pro rozhlas a televizi. S Vincencem Nečasem publikovali zasvěcenou monografii Pražský novinář E. E. Kisch (1980). Do češtiny poprvé uvedla román Anny Seghersové Vzbouření rybářů (1937) a hru Bertolta Brechty Pušky paní Carrarové (1937). Do roku 1920 užívala pseudonym Jana Durasová a jméno J. Ambrožová-Reinerová. Do 1948 se podepisovala J. Haasová a od 1948 J. Haasová-Nečasová.